# Williams Arena
 (mars 2025).
Si vous disposez d'ouvrages ou d'articles de référence ou si vous connaissez des sites web de qualité traitant du thème abordé ici, merci de compléter l'article en donnant les références utiles à sa vérifiabilité et en les liant à la section « Notes et références ».
La Williams Arena est une salle de basket-ball située à Minneapolis, Minnesota,. Les locataires sont les Golden Gophers du Minnesota.